# Isla Long Sơn
Isla Long Sơn (en vietnamita: Long Sơn) es una isla de la costa de Vietnam cerca de Vũng Tàu.
La «Nha Lon Long Son», la casa de la religión Ong Tran, está situada en la isla.
Durante la guerra de Vietnam, el Viet Cong (la C41 Compañía del distrito de Chau Duc) utilizó la isla como un lugar de descanso y centro de formación. En noviembre de 1966, las operaciones Yass y Hayman se llevaron a cabo por parte del tercer escuadrón del SASR (Regimiento de Servicio Aéreo Especial) y el 5.º batallón, del regimiento real australiano.